# Hydrophorus minimus
Hydrophorus minimus är en tvåvingeart som beskrevs av Van Duzee 1924. Hydrophorus minimus ingår i släktet Hydrophorus och familjen styltflugor. Inga underarter finns listade i Catalogue of Life.